# Волков, Юрий Александрович (учёный)
Юрий Александрович Волков (2 сентября 1930, Казань, СССР — 23 мая 1981, Ленинград, СССР) — советский математик, специалист в области геометрии, доктор физико-математических наук, профессор.

## Биография
Родился в семье агронома, заместителя министра сельского хозяйства Александра Ивановича Митрофанова и врача Нины Антоновны Волковой.
Окончил с серебряной медалью среднюю школу и в 1952 году математико-механический факультет ЛГУ.
Работал на кафедре геометрии в ЛГУ (математико-механический факультет), заведующий кафедрой геометрии с 1964 по 1981 годы. Защитил в 1955 году кандидатскую диссертацию на тему «Существование многогранника с данной разверткой» выполнена под руководством Александра Даниловича Александрова, а в 1968 году была защищена докторская диссертация на тему — «Оценка деформации выпуклой поверхности в зависимости от изменения её внутренней метрики». За цикл работ по теории геометрии в целом была присуждена университетская премия ЛГУ в 1970 году. Основные работы посвящены вопросам устойчивости в основных теоремах теории поверхности в целом. В 1955 году новым вариационым методом доказал знаменитую теорему А. Д. Александрова о существовании многогранника, заданного своей разверткой. В 1968 году решил трудную проблему Вейля — Кон Фоссена об оценке деформации замкнутой выпуклой поверхности при деформации её внутренней метрики(из этой оценки, в частности, вытекает теорема А. В. Погорелова об однозначной определённости выпуклой поверхности своей метрикой). Вместе с В. А. Рохлиным разработал и внедрил новый обязательный курс геометрии в университете. Впервые студенты в третьем семестре изучали топологию, а в четвёртом семестре — риманову геометрию. В конце жизни читал специальный курс по общей теории относительности.
Скончался Юрий Александрович 23 мая 1981 года. Похоронен на Серафимовском кладбище в Санкт-Петербурге.

Могила Волкова на Серафимовском кладбище Санкт-Петербурга.